# Lista de aeroportos internacionais da América do Sul
Lista dos aeroportos internacionais da América do Sul com movimento superior a um milhão de passageiros anualmente, e que realizam voos internacionais.
- Número de aeroportos - 41 aeroportos
- País com maior número de aeroportos - Brasil, 21 aeroportos e 36 (com cargas internacionais)[1]
- Aeroporto mais movimentado - Aeroporto Internacional de São Paulo-Guarulhos (GRU)
- Número de países - 10

| Localização             | Nome                                                      | Códigos   | Códigos   |
| Localização             | Nome                                                      | IATA      | ICAO      |
| Argentina               | Argentina                                                 | Argentina | Argentina |
| ----------------------- | --------------------------------------------------------- | --------- | --------- |
| Ezeiza                  | Aeroporto Internacional Ministro Pistarini                | EZE       | SAEZ      |
| Buenos Aires            | Aeroparque Jorge Newbery                                  | AEP       | SABE      |
| Córdova                 | Aeroporto Internacional Ingeniero Ambrosio L.V. Taravella | COR       | SACO      |
| Bolívia                 |                                                           |           |           |
| Santa Cruz de la Sierra | Aeroporto Internacional Viru Viru                         | VVI       | SLVR      |
| La Paz                  | Aeroporto Internacional de El Alto                        | LPB       | SLLP      |
| Brasil                  |                                                           |           |           |
| Goiânia                 | Aeroporto Internacional de Goiânia                        | GYN       | SBGO      |
| Belém                   | Aeroporto Internacional de Belém                          | BEL       | SBBE      |
| Confins                 | Aeroporto Internacional de Belo Horizonte-Confins         | CNF       | SBCF      |
| Brasília                | Aeroporto Internacional de Brasília                       | BSB       | SBBR      |
| Cabo Frio               | Aeroporto Internacional de Cabo Frio                      | CFB       | SBCB      |
| Campinas                | Aeroporto Internacional de Campinas-Viracopos             | VCP       | SBKP      |
| Campo Grande            | Aeroporto Internacional de Campo Grande                   | CGR       | SBCG      |
| Várzea Grande           | Aeroporto Internacional Marechal Rondon                   | CGB       | SBCY      |
| São José dos Pinhais    | Aeroporto Internacional de Curitiba                       | CWB       | SBCT      |
| Florianópolis           | Aeroporto Internacional Hercílio Luz                      | FLN       | SBFL      |
| Fortaleza               | Aeroporto Internacional de Fortaleza                      | FOR       | SBFZ      |
| Foz do Iguaçu           | Aeroporto Internacional de Foz do Iguaçu                  | IGU       | SBFI      |
| Guarulhos               | Aeroporto Internacional de São Paulo-Guarulhos            | GRU       | SBGR      |
| Maceió                  | Aeroporto Internacional Zumbi dos Palmares                | MCZ       | SBMO      |
| Manaus                  | Aeroporto Internacional de Manaus                         | MAO       | SBEG      |
| São Gonçalo do Amarante | Aeroporto Internacional Governador Aluízio Alves          | NAT       | SBSG      |
| São José dos Campos     | Aeroporto de São José dos Campos                          | SJK       | SBSJ      |
| Porto Alegre            | Aeroporto Internacional Salgado Filho                     | POA       | SBPA      |
| Recife                  | Aeroporto Internacional do Recife                         | REC       | SBRF      |
| Rio de Janeiro          | Aeroporto Internacional do Rio de Janeiro-Galeão          | GIG       | SBGL      |
| Salvador                | Aeroporto Internacional de Salvador                       | SSA       | SBSV      |
| São Carlos              | Aeroporto Internacional de São Carlos                     | QSC       | SDSC      |
| Aracaju                 | Aeroporto Internacional de Aracaju                        | AJU       | SBAR      |
| Vitória                 | Aeroporto Internacional de Vitória                        | VIX       | SBVT      |
|                         |                                                           |           |           |
| Chile                   |                                                           |           |           |
| Santiago                | Aeroporto Internacional Comodoro Arturo Merino Benítez    | SCL       | SCEL      |
| Colômbia                |                                                           |           |           |
| Barranquilla            | Aeroporto Internacional Ernesto Cortissoz                 | BAQ       | SKBQ      |
| Bogotá                  | Aeroporto Internacional El Dorado                         | BOG       | SKBO      |
| Cáli                    | Aeroporto Internacional Alfonso Bonilla Aragón            | CLO       | SKCL      |
| Cartagena das Índias    | Aeroporto Internacional Rafael Núñez                      | CTG       | SKCG      |
| Medellín                | Aeroporto Internacional José María Córdova                | MED       | SKRG      |
| Equador                 |                                                           |           |           |
| Guayaquil               | Aeroporto Internacional José Joaquín de Olmedo            | GYE       | SEGY      |
| Quito                   | Aeroporto Internacional Mariscal Sucre                    | UIO       | SEQU      |
| Paraguai                |                                                           |           |           |
| Assunção                | Aeroporto Internacional Silvio Pettirossi                 | ASU       | SGAS      |
| Peru                    |                                                           |           |           |
| Callao                  | Aeroporto Internacional Jorge Chávez                      | LIM       | SPIM      |
| Cuzco                   | Aeroporto Internacional Alejandro Velasco Astete          | CUZ       | SPZO      |
| Uruguai                 |                                                           |           |           |
| Montevidéu              | Aeroporto Internacional de Carrasco                       | MVD       | SUMU      |
| Venezuela               |                                                           |           |           |
| Caracas                 | Aeroporto Internacional Simón Bolívar                     | CCS       | SVMI      |
| Maracaibo               | Aeroporto Internacional de La Chinita                     | MAR       | SVMC      |
| Porlamar                | Aeroporto Internacional do Caribe Santiago Mariño         | PMV       | SVMG      |